# Welfrange
Welfrange (en luxemburguès: Welfreng ; en alemany: Welfringen) és una vila de la comuna de Dalheim  situada al districte de Grevenmacher del cantó de Remich. Està a uns 13,8 km de distància de la ciutat de Luxemburg.